# Ming On
Ming On è un film thriller di Hong Kong del 2023 diretto da Cheang Pou-soi

## Trama
Un indovino incrocia la strada di un giovane con un forte desiderio di commettere un omicidio e cerca di cambiare il destino di quest'ultimo.

## Distribuzione
Mad Fate è stato presentato in anteprima mondiale al 73º Festival Internazionale del Cinema di Berlino il 19 febbraio 2023. Il film ha aperto il 47° Hong Kong International Film Festival il 30 marzo 2023 ed è stato presentato in anteprima nordamericana al 22° New York Asian Film Festival il 22 luglio 2023.